# 5'-Ribonucléotide calcique

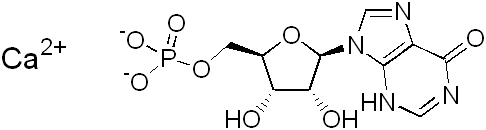
L'inosinate de calcium, un exhausteur de goût.

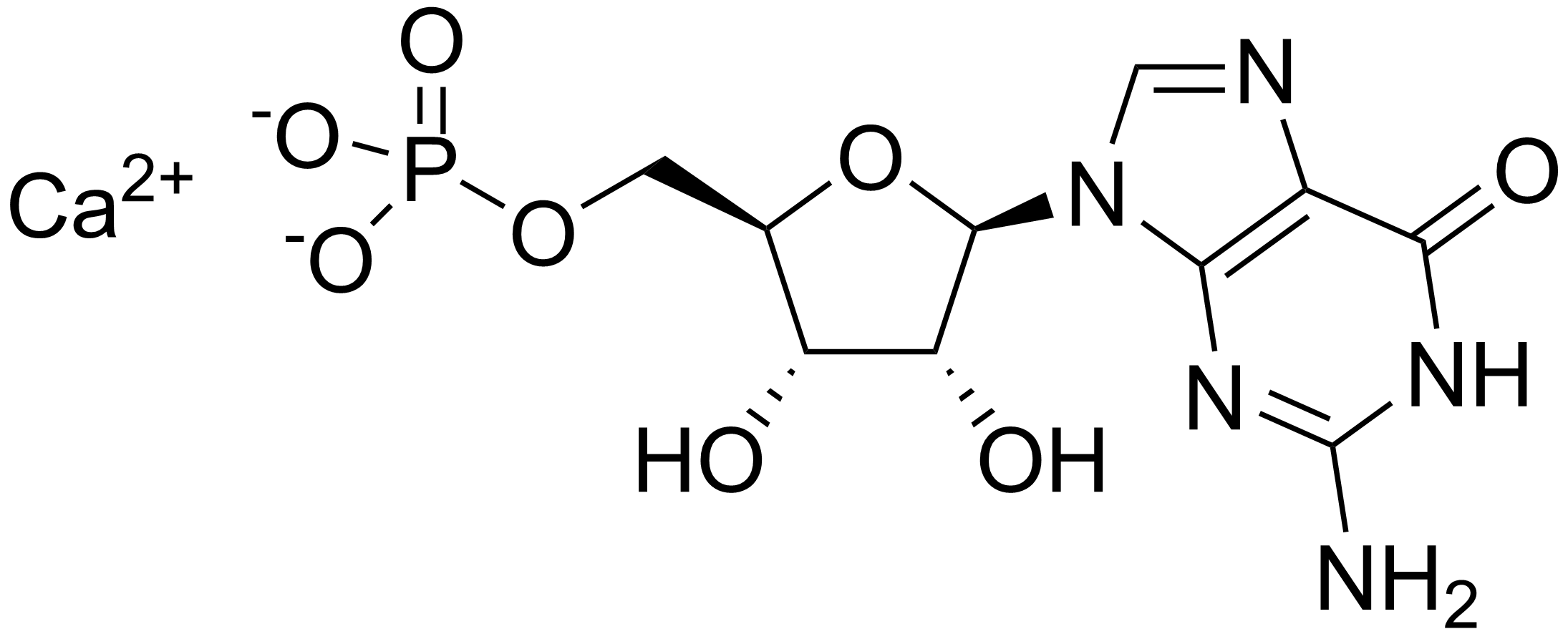
Le guanylate de calcium, un exhausteur de goût.

Le 5'-ribonucléotide calcique (E634) est un additif alimentaire composé de deux exhausteurs de goût : l'inosinate calcique (E633) et le guanylate de calcium (E629). Il s'apparente au 5'-ribonucléotide disodique (E635).